# Sunrun
Sunrun Inc. (NASDAQ: RUN

) er en amerikansk udbyder af solcellesystemer og batterienergilagring til primært private boliger. Virksomheden blev etableret i 2007 og har hovedkvarter i San Francisco. De har 12.400 ansatte.
De indgår elkøbsaftaler, hvor Sunrun installerer og vedligeholder solceller på kundernes boliger, dernæst sælger de elektriciteten tilbage til kunderne. I 2023 ejede virksomheden en installeret solcelleeffekt på 990 megawatt. De har i alt installeret 5,7 gigawatt for 800.000 kunder.